# جلبک‌های برفی

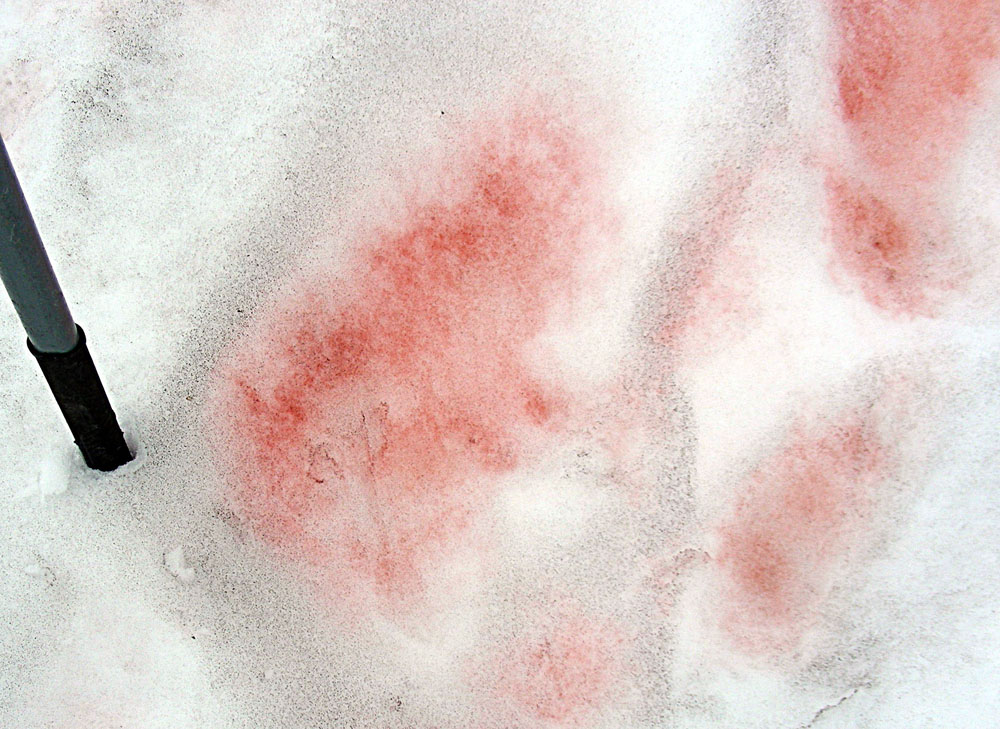
نمونه‌ای از جلبک‌های برفی

جلبک‌های برفی گروهی از ریزجلبک‌های آب شیرین هستند که در نواحی کوهستانی و قطبی زمین رشد می‌کنند. مشاهده شده‌است که این جلبک‌ها بسته به گونه، مرحلهٔ زندگی یا توپوگرافی/جغرافیا دارای رنگ‌های مختلفی هستند. این تنوع با تفاوت سپیدایی زیستگاه برفی و حضور ریز بی‌مهرگان مرتبط است. جلبک‌های برفی نقش مهمی در سازمان تغذیه‌ای به‌عنوان تولیدکنندگان اولیه ایفا می‌کنند که به نوبهٔ خود عمدتاً توسط تاردگرادها و روتیفرها مصرف می‌شوند. همچنین کشف شده‌است که جلبک‌های برفی مسافت‌های زیادی را با کمک باد، طی می‌کنند.